# Carlo Castelli
Carlo Luigi Castelli (Turín, 18 de diciembre de 1790-Caracas, 8 de febrero de 1860) fue un militar italiano e ilustre prócer de la independencia de Venezuela, donde fue conocido como "General Carlos Luis Castelli".

## Biografía
Castelli fue un general nacido en Turín con el nombre "Carlo Luigi", que luchó con el Libertador Simón Bolívar por la independencia de Venezuela. Hijo de un médico de Piamonte, Carlo Luigi Castelli empezó su vida en San Sebastiano Po (Turín), Italia) el 18 de diciembre de 1790 y desde joven se unió al ejército de  Napoleón Buonaparte. Fue un ardiente luchador por los ideales de la Revolución Francesa y por el recién creado Reino de Italia napoleónico. Con la derrota del emperador francés en Waterloo, Castelli -amargado- vino a las Américas.
En 1815 conoció al Libertador en Haití y desde entonces lo siguió en su lucha por la independencia de Venezuela, destacándose por sus conocimientos militares. Castelli se distinguió en la Batalla de Carabobo de 1821 con el Batallón de Bravos de Apure (era el coronel al cuyo mando estos llaneros sostuvieron el primer ataque de la batalla, muriendo casi la mitad de ellos). Sucesivamente con su batallón de Cazadores de Occidente se distinguió en Colombia recibiendo elogios del mismo Bolívar.

Ilustre Prócer de la Independencia, de origen italiano. Después de servir en la guardia joven del Emperador Napoleón I, a su caída (1815) pasó a América, con otros oficiales y en 1816 se unió al Libertador en Los Cayos de Haití. Con él estuvo en la ruta de Clarines en los triunfos de Barcelona y toma de la Guayana (1817), apresando un bergantín y auxiliando en Guiria a los sitiados. Pasó a las Antillas y en 1818 regresó a Angostura, esta vez en compañía del Batallón Británico. Como capitán de una compañía, fogueó reclutas en las misiones y en 1819 se halló con el General Páez en La Cruz, como también en Portuguesa, Apurito y Barinas. Ascendió en 1820 a teniente coronel y recibió la condecoración de la "Estrella de los Libertadores". Dirigió fortificaciones en San Fernando y en 1821 formando parte del Batallón Apure, fue de los gloriosos vencedores de Carabobo, pasando luego con fuerzas al sitio de Puerto Cabello y a San Felipe como Jefe Civil y Militar. Con Carlos Núñez triunfó en Chaparé de Coro en 1822. sostuvo la ruta de Dabajuro y le fue hecho efectivo su grado de teniente coronel. En la Campaña de Maracaibo lo derrotó Morales en Zuleta, y en la derrota sufrida en Salina Rica por Lino de Clemente supo conservar su cuerpo. Pasó a Mérida de Gobernador, y en 1823, con sus fuerzas organizadas derrotó a Morales en Gibraltar.  

En 1829 se produjo en Antioquia, Colombia, la rebelión del general colombiano José María Córdoba (1799-1829) y, para anularla, el gobierno de Colombia envió una fuerza bajo la dirección del general Daniel Florencio O’Leary (1801-54), con Castelli de segundo. El 18 de octubre del mismo año, en el combate del Santuario, venció a Córdoba. Ese día fue ascendido a coronel. En octubre de 1830 fue nombrado comandante general del departamento de Antioquia y el 27 de noviembre del citado año fue ascendido a general de brigada. Después de la muerte del Libertador en 1830, sufrió persecuciones por su apoyo fiel a Bolívar. En marzo de 1831 se sublevó contra el orden legal el coronel colombiano Salvador Córdoba Muñoz (1801-41) y Castelli fue vencido en el combate del Abejorral, entre el 13 y 14 de abril de 1831. Fue hecho prisionero, y condenado a muerte en Santafe de Bogotá, Colombia, sentencia que no se cumplió porque la pena le fue conmutada por la de perpetuo destierro y, en consecuencia viajó a Venezuela en 1832.
En 1833 volvió a Italia (donde se casó con Paola Sacchero). Sin embargo, en 1835 participará en la Revolución de las Reformas, siendo absuelto. En 1841 fue el primer promotor de la emigración de italianos a Venezuela y trató de hacer llegar a Venezuela un barco con unos 300 italianos, que desafortunadamente se hundió en el Mediterráneo apenas salido de Livorno. Pero en 1844 regresó a Caracas con el cargo de "Cónsul en Venezuela del Reino de Cerdeña" bajo el gobierno del Rey Carlos Alberto de Saboya. Apoyó el primer gobierno de Monagas en 1848 (que lo ascendió a "General") y en 1850 Castelli se hizo ciudadano venezolano. 

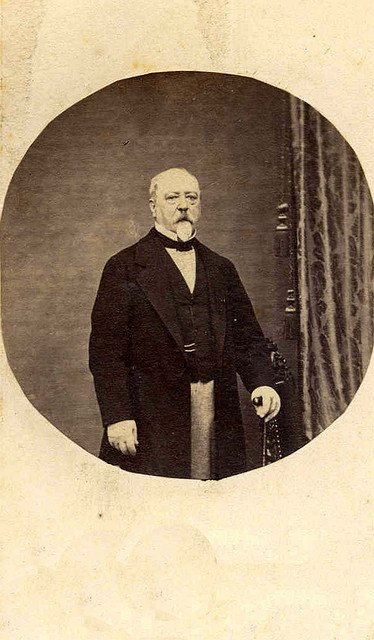
Fotografía de Carlo Castelli.

José Tadeo Monagas nombró a Carlos Luis Castelli como "Ministro de Guerra y Marina" en 1858 (Castelli por 4 veces fue ministro: dos como titular y dos como interino). Su última acción fue evitar la guerra civil entre Monagas y Julián Castro Contreras durante la llamada Revolución de Marzo. Murió en Caracas el 8 de febrero de 1860, en parte a causa de las heridas sufridas en combate, dejando una hija de nombre Josefa Castelli Sacchero. En 1876 el presidente Antonio Guzmán Blanco decretó que sus restos fueran colocados en el Panteón Nacional de Venezuela.

## Legado
El legado de Carlos Luis Castelli, aparte de lo que aportó en combate para la independencia de Venezuela, se puede colocar en dos sectores:
- 1) el Civil. Fue el primer promotor de la emigración de italianos a Venezuela: en 1841 viajó a Italia y trató de hacer llegar a Venezuela un barco con unos 300 italianos, que desafortunadamente se hundió en el Mediterráneo apenas salido de la península italiana en Toscana. Aunque la mayoría de estos italianos renunció a completar el viaje hacia La Guaira, uno de ellos de nombre Domenico Milano logró completar el viaje y llegó a Caracas en 1843. Milano (que era un ingeniero agrónomo) fundó los primeros "estudios agronómicos superiores" de Venezuela con el establecimiento de la Escuela Normal de Agricultura (actual Facultad de Agronomía de la UCV) por la Diputación Provincial de Caracas el 9 de diciembre de 1843.[7]

- 2) el histórico-político. Logró evitar el inicio de la guerra civil en Venezuela -según Marisa Vannini- mediando entre Monagas y Julián Castro en los años cincuenta del siglo XIX. A su muerte se desataron la Guerra Federal y las revoluciones con golpes de estado (como el Guzmancismo) que por casi medio siglo ensangrentaron la sociedad venezolana. Al momento de morir Castelli era el último "europeo" de alto cargo en Venezuela crecido con los ideales napoleónicos, y en sus últimos años de vida trató de mantener la unidad de los que lucharon por la independencia de Venezuela.